# Nya Nisse
Nya Nisse var en "illustrerad veckotidning för skämt, humor och satir", som utgavs i Stockholm 1891–1919. Julius  Hodell startade tidskriften och var dess första redaktör. Emil Norlander var redaktör 1908-16 varefter Björn Hodell tog över.